# Commission de mission et d'évangélisation
La Commission de mission et d'évangélisation (CME) est l'un des organes consultatifs du Conseil œcuménique des Églises (COE). Constituée d'environ 25 Églises et organisations missionnaires, la Commission permet le partage d'expériences et de réflexions, ainsi que la possibilité d'organiser des actions communes. Les thèmes principaux sont les relations entre la mission et l'unité des Chrétiens, la théologie de l'évangélisation, la spiritualité de la mission.
La Commission de mission et d'évangélisation est issue des Conférences mondiales des missions organisées depuis 1921 par le Conseil international des missions (CIM). En 1961 les activités du CIM sont confiées au COE.

## Fonctionnement
Au sein du COE, trois entités s'occupent depuis 1961 de la mission : la Conférence mondiale sur la mission et l'évangélisation (Conference on World Mission and Evangelism) qui se réunit d'ordinaire entre chaque Assemblée générale du COE, la Commission de mission et d'évangélisation (CME) (Commission on World Mission and Evangelism – CWME) qui se réunit tous les 18 mois, et un groupe du personnel du COE « Mission et unité ».
Les membres de la Commission sont issus des Églises membres du COE, des organisations missionnaires affiliées à la Conférence et d'autres. Des catholiques romains, des évangéliques et des pentecôtistes (non membres du COE) sont membres de la Commission, ce qui introduit au COE un « œcuménisme élargi ».

## Histoire

### Conférences mondiales 1910-1958
C'est à Édimbourg en 1910 qu'une importante « Conférence mondiale des missions » a posé les bases de l'institutionnalisation de la coopération entre les organisations missionnaires. La revue International Review of Mission et un comité de suivi ont été créés à ce moment. Plus de 1 200 participants étaient réunis, mais il s'agissait uniquement de protestants, dont la grosse majorité était composée d'anglo-saxons, avec seulement dix-sept délégués de l'hémisphère sud. Le ton était plutôt à la diffusion de la civilisation occidentale et l'évangélisation des « païens ». Les Églises catholique romaine et orthodoxe n'ont pas été invitées.
La seconde Conférence eut lieu à Jérusalem en 1928. Les délégués n'ont alors pas trouvé de position commune sur « les rapports entre le message chrétien et les autres religions » et sur « l'interprétation théologique de l'engagement social et politique des chrétiens ».
La troisième Conférence eut lieu en 1938 près de Madras (Inde). La notion de « vérité ultime » du message chrétien a alors été relativisée par un appel « aux missionnaires de pratiquer l'écoute et le dialogue ».
Après la Seconde Guerre mondiale, la Conférence se tient en 1947 à Whitby (Canada). Les délégués introduisent la formule de « partenariat dans l'obéissance » et renoncent à la distinction faite jusqu'alors entre pays « chrétiens » et « non chrétiens ».
En 1952, la Conférence se tient à Willingen (Allemagne). Puis en 1958 c'est près d'Accra (Ghana)  que les délégués acceptent à une large majorité l'union avec le COE, connue sous l'expression « intégration de l'Église et de la mission ».

### Conférences mondiales dès 1961
L'union du CIM avec le COE se concrétise lors de la troisième Assemblée générale du COE en 1961 à New Delhi. À partir de ce moment, les conférences missionnaires mondiales sont qualifiées d'« œcuméniques », car des dénominations nouvelles y participent dont les Églises orthodoxes et, après le Concile Vatican II, des observateurs catholiques romains.
En 1963, la Commission de mission et d'évangélisation (CME) se réunit pour la première fois, dans le cadre d'une Conférence mondiale, à Mexico autour du thème « la mission sur les six continents », ce qui intègre pour la première fois les pays développés dans la problématique missionnaire.
En 1972, à Bangkok, la Conférence introduit la dimension sociopolitique, la contextualisation de la pratique théologique, la reconnaissance de l'identité culturelle. Ainsi les injustices et les situations d'exploitation sont abordées, y compris au sein des Églises.
La Conférence de Melbourne en 1980 s'attache plus particulièrement au rôle des pauvres. La radicalité du message chrétien est mise en évidence par les délégués, influencés par la théologie de la libération. À la suite de cette rencontre, le COE adopte en 1982 le document « La mission et l'évangélisation - affirmation œcuménique ». À cette époque, le Conseil pontifical pour la promotion de l'unité des chrétiens nomme un consultant auprès du COE.
En 1989, la Conférence de San Antonio est particulière pour « une sorte de consensus à propos d'une déclaration sur la relation entre le christianisme et les autres religions », reconnaissant la tension irrésoluble entre l'affirmation qu'il n'y a d'autre chemin de salut que Jésus Christ et la reconnaissance que la puissance salvatrice de Dieu est sans limites.
La Conférence de Salvador de Bahia au Brésil en 1996 a abordé la richesse de la diversité culturelle et la nécessité évangélique de l'ouverture aux autres identités. Elle a réaffirmé l'opposition au prosélytisme.
La première Conférence à se dérouler dans un milieu à majorité orthodoxe a lieu près d'Athènes en 2005. Les délégués ont invité à une approche « humble » de la mission et ont affirmé une vocation spécifique des Églises : « être des ambassadrices de la réconciliation ».
En 2010, la « Conférence du centenaire » à Édimbourg a réuni environ 400 délégués. Ils ont affirmé la nécessité d'une « spiritualité du dialogue » avec les personnes des autres religions. D'autre part la mission, l'évangélisation, ne sont plus opposées à l'action sociale et l'engagement pour la justice et la paix. Le nouveau secrétaire général Olav Fykse Tveit l'a exprimé ainsi : « En Christ et dans l'Évangile, il n’y a pas de division entre l’unité, la mission, la justice, la paix et le souci de la création ».

### Liste des Conférences mondiales
Organisateurs des Conférences : le Conseil international des missions (CIM), puis la Commission de mission et d'évangélisation du COE (CME).
| 1910 | Édimbourg, Royaume-Uni                   | |     |
| 1928 | Jérusalem, Israël                        | | CIM |
| 1938 | Tambaram, près de Madras (Chennai), Inde | | CIM |
| 1947 | Whitby, Canada                           | | CIM |
| 1952 | Willingen, Allemagne                     | | CIM |
| 1958 | Achimota près d'Accra, Ghana             | | CIM |
| 1963 | Mexico, Mexique                          | La mission dans les six continents                                                                                    | CME |
| 1972 | Bangkok, Thaïlande                       | Le salut aujourd'hui                                                                                                  | CME |
| 1980 | Melbourne, Australie                     | Que ton règne vienne                                                                                                  | CME |
| 1989 | San Antonio, Texas, États-Unis           | Que ta volonté soit faite – La mission à la manière du Christ                                                         | CME |
| 1996 | Salvador de Bahia, Brésil                | Appelés à une seule espérance – L'Évangile dans les différentes cultures                                              | CME |
| 2005 | Athènes, Grèce                           | Viens, Esprit Saint, guéris et réconcilie – Appelés en Christ à être des communautés de réconciliation et de guérison | CME |
| 2010 | Édimbourg, Royaume-Uni                   | Témoigner de Christ aujourd'hui – Conférence du centenaire                                                            | CME |

## Sources
- (de) Cet article est partiellement ou en totalité issu de l’article de Wikipédia en allemand intitulé « Weltmissionskonferenz » (voir la liste des auteurs).
- « Commission de mission et d'évangélisation » et « Historique de Mission et évangélisation », sur le site du COE.